# Гай Семпроний Тудицан (претор)
Вижте пояснителната страница за други личности с името Тудицан.
Гай Семпроний Тудицан (на латински: Gaius Sempronius Tuditanus; † 196 пр.н.е.) е политик и сенатор на Римската република през края на 2 век пр.н.е.
Произлиза от благородната фамилия Семпронии. Роднина е на със същото име (сенатор, през 146 пр.н.е. в „комисията на десетте“ за новия ред на политиката в Гърция) и неговия син Гай Семпроний Тудицан (историк, консул 129 пр.н.е.), който е баща на Семпрония, която се омъжва за Луций Хортензий и е майка на оратора Квинт Хортензий Хортал.
През 198 пр.н.е. той е плебейски едил заедно с Марк Хелвий. През 197 пр.н.е. Семпроний Тудицан е претор отново с Марк Хелвий. Двамата са изпратени да се бият с въстанали испански племена. Марк Хелвий е изпратен в Далечна Испания, a Семпроний Тудицан в римската провинция Близка Испания. Следващата година той е пропретор и е ранен в жестоките битки против испанските въстанали народи и умира от раните си.